# Žatec
Žatec (pronunciación en checo: /ˈʒatɛts/) es una ciudad de la República Checa que se encuentra situada en el distrito de Louny y la Región de Ústí nad Labem. Cuenta con una población de 18.570 habitantes (2022). Las primeras referencias sobre esta localidad se encuentran recogidas en la crónica del obispo Tietmaro de Merseburgo (975 – 1018) fechada en el año 1004.
El 10 de mayo de 1945, el Ejército Rojo estaba en Saaz. Durante la noche se produjeron asesinatos, suicidios, robos y violaciones. Después del final de la Segunda Guerra Mundial, la población germano-bohemia fue expulsada en gran parte en 1945 y 1946. De acuerdo con el Decreto Beneš 108 del 25 de octubre de 1945, sus bienes y propiedades fueron confiscados y puestos bajo administración estatal a favor de Checoslovaquia. El 3 de junio de 1945, los soldados de la 1.ª División checoslovaca al mando del general Oldřich Španiel ordenaron a unos 5.000 alemanes reunirse en la plaza del mercado. Todos los hombres de 15 a 65 años de edad fueron conducidos por las tropas de Svoboda a Postoloprty, a 15 kilómetros de distancia. Aproximadamente 800 personas murieron, los otros hombres fueron deportados.